# Mouthe
Mouthe je francouzská obec v departementu Doubs v regionu Burgundsko-Franche-Comté. Žije zde přibližně 1 000 obyvatel.
Je považována za nejstudenější obec ve Francii, kdy jsou zde zaznamenávány mrazové dny v průměru 176 dní v roce. Místní teplotní rekord z 13. 1. 1968 je -36,7 °C.

## Geografie
Obec leží u hranic Francie se Švýcarskem.

### Sousední obce
| Růžice kompasu | Les Pontets Reculfoz | Rondefontaine         |                     | Růžice kompasu |
| Růžice kompasu | Petite-Chaux         | Sever                 | Sarrageois          | Růžice kompasu |
| Růžice kompasu | Petite-Chaux         | Mouthe                | Sarrageois          | Růžice kompasu |
| Růžice kompasu | Petite-Chaux         | Jih                   | Sarrageois          | Růžice kompasu |
| Růžice kompasu | Chaux-Neuve          | Le Chenit (Švýcarsko) | Le Lieu (Švýcarsko) | Růžice kompasu |